# Тасака, Кадзуаки
Кадзуаки Тасака (яп. 田坂 和昭 Тасака Кадзуаки, род. 3 августа 1971, Хиросима) — японский футболист и футбольный тренер.

## Карьера
На протяжении своей футбольной карьеры выступал за клубы «Бельмаре Хирацука», «Симидзу С-Палс», «Сересо Осака».

## Национальная сборная
С 1995 по 1999 год сыграл за национальную сборную Японии 7 матчей. Также участвовал в Кубке Америки по футболу 1999 года.

## Статистика за сборную
| Сборная Японии | Сборная Японии | Сборная Японии |
| Год            | Матчи          | Голы           |
| -------------- | -------------- | -------------- |
| 1995           | 4              | 0              |
| 1996           | 0              | 0              |
| 1997           | 0              | 0              |
| 1998           | 0              | 0              |
| 1999           | 3              | 0              |
| Итого          | 7              | 0              |

## Достижения
- Кубок Императора: 1994